# 沙地園鄉
沙地園鄉（官方英文譯名：Sha Ti Uen）曾經是香港九龍十三鄉其中一個，在大磡南面當時的海岸地帶，經已清拆，原址變成采頤花園、彩虹巴士總站、承啟道迴旋處一帶。

## 歷史
1930年代，因興建啟德機場，沙地園部份海濱土地被收去。香港日治時期，日軍為擴建機場，全面清拆該村。部份村民遷往元嶺，包括廖氏。